# Munduru, Krishnarajanagara
Munduru là một làng thuộc tehsil Krishnarajanagara, huyện Mysore, bang Karnataka, Ấn Độ.